# Vaala
Pour l’article homonyme, voir Valentin Vaala.
Vaala est une municipalité du centre-nord de la Finlande, dans la région d'Ostrobotnie du Nord.
Elle a été fondée en 1954 à partir de l'ancienne municipalité de Säräisniemi.

## Géographie

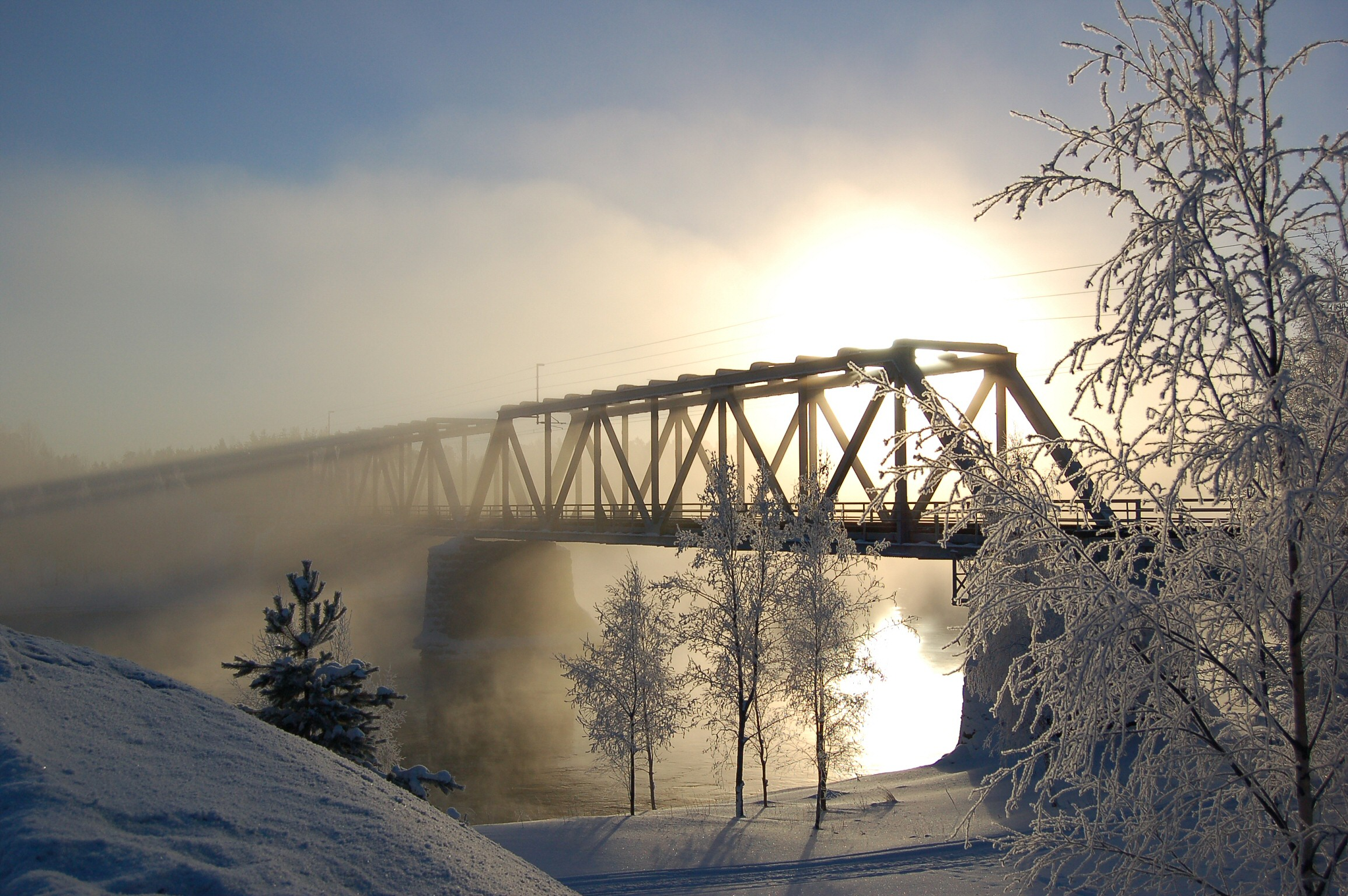
Pont ferroviaire sur la rivière d'Oulu.

La commune, très plane à l'exception du Parc national de Rokua, rappelle déjà les paysages de l'Ostrobotnie du Nord bien plus que ceux de l'est du Kainuu. C'est une commune largement agricole.
40 % du grand lac Oulujärvi est situé sur son territoire, et c'est là que la rivière d'Oulu commence sa descente vers la mer.
Le village-centre est situé à proximité de la nationale 22 entre Kajaani et Oulu, à équidistance des deux villes (93 km).
On y trouve également une gare ferroviaire qui met Vaala village à 1 heure d'Oulu.
La commune est bordée par les régions et municipalités suivantes :
- Région d'Ostrobotnie du Nord : communes de Kestilä (à l'ouest), Muhos (NO) et Utajärvi (N).
- Région du Kainuu : Puolanka au nord-est, Paltamo à l'est et Vuolijoki au sud.

## Démographie
Depuis 1980, la démographie de Vaala a évolué comme suit, :
| Année      | 1980  | 1985  | 1990  | 1995  | 2000  | 2005  |
| ---------- | ----- | ----- | ----- | ----- | ----- | ----- |
| population | 4 846 | 4 667 | 4 498 | 4 420 | 4 041 | 3 718 |

| Année      | 2010  | 2015  | 2020  |
| ---------- | ----- | ----- | ----- |
| population | 3 370 | 3 074 | 2 791 |

## Transports

### Liaisons routières
Le centre de Vaala est à proximité immédiate de la route nationale 22, elle croise la route régionale 800 (Puolanka-Kestilä) au nord-est du centre-ville.
La seututie 879 relie Vaala à Kajaani.

### Transports en bus
Les services de bus circulant sur la route nationale 22, s'arrêtent à la station-service ABC et à la gare routière du centre-ville.
Il existe des liaisons à express vers Oulu, vers Joensuu et via Kajaani et Kuopio vers Helsinki.

### Transports ferroviaires
Vaala est sur la voie ferrée Oulu–Kontiomäki.
Tous les trains de voyageurs de VR circulant entre Iisalmi et Oulu s'arrêtent à la gare de Vaala.
Les trains passent par Oulu jusqu'à Rovaniemi et via Kajaani et Pieksämäki jusqu'à Kouvola, où il y a une correspondance avec Helsinki.

## Personnalités
- Paavo Leinonen, artiste
- Anna Karjalainen (fi) et Kaisa Karjalainen (fi), membres de Maustetytöt, groupe d'indie pop